# La Suprême Récompense
La Suprême Récompense est une nouvelle de science-fiction humoristique écrite par Robert Sheckley.

## Publications

### Publications aux États-Unis
Elle est parue sous le titre original The Victim from Space dans Galaxy Science Fiction en 1957.

### Publications en France
Elle a été publiée en France dans Galaxie n°44 (1re série) la même année.
Elle est parue dans l'anthologie Le Livre d'or de la science-fiction : Robert Sheckley (1980) aux éditions Presses Pocket, collection Science-fiction, no 5075  (ISBN 2-266-00880-3).
Elle a aussi été publiée dans la collection Pocket, Le Grand Temple de la S-F, n° 5075 (1990), sous le titre Tu brûles !.

## Résumé
L'aventurier Richard Hadwell arrive avec sa fusée sur une planète apparemment accueillante ; il choisit de se poser à proximité d'un village. Il fait connaissance avec les habitants, qui sont tous gentils et doux. Il les aide à soigner les malades, à irriguer les champs, à améliorer leurs technologies, etc. 
Il ignore cependant un élément essentiel de la culture de cette civilisation extraterrestre : le fait de mourir sans souffrir est une honte ; en revanche une mort subie avec souffrances est recherchée ; quand on veut récompenser quelqu'un qui a vécu et aidé son entourage, on l'égorge ou on lui écrase la tête avec une grosse pierre. Les extraterrestres, voyant Hadwell les aider, décident qu'au moment de son départ, il sera « récompensé » comme il le mérite… 
Hadwell va finir par se marier avec une autochtone, Mele, qui est à la fois attristée de savoir le sort réservé à son époux, mais aussi heureuse pour lui, car il va mourir comme un héros, en souffrant terriblement. On pose la question à Hadwell : veut-il obtenir la « Suprême récompense » ? Hadwell, se sentant honoré, accepte bien volontiers. Néanmoins, lorsqu'il aperçoit la machine à souffrance qu'on est en train d'installer, il se demande s'il a fait le bon choix. Soudain, l'un des habitants de la cité, Kataga, qui est le père de Mele et donc son beau-père, se précipite dans le vide, plongeant dans la rivière : il veut se suicider et ainsi mourir de manière noble. N'écoutant que son instinct, Hadwell se précipite à son secours : il plonge dans la rivière à sa suite, et le ramène vivant sur la berge. Les habitants sont très mécontents de constater qu'Hadwell a volé à Kataga son suicide. Plus question de récompense ! Il a fait une « chose inhumaine et terrible » en secourant son beau-père. 
Chassé du village, Hadwell s'enfuit avec Mele. Une fois dans la fusée, Hadwell annonce à son épouse qu'ils vont se rendre sur Terre, et lui promet qu'elle aimera la planète. 
Les trois dernières phrases de la nouvelle sont les suivantes : « Un jour, pensait-elle, Hadwell serait lavé du péché qu'il avait commis contre son père. Il ferait une action qui le rachèterait ; peut-être aujourd'hui, peut-être demain, peut-être l'année suivante. Et alors elle pourrait lui offrir la chose la plus précieuse qu'une femme puisse donner à celui qu'elle aime. Une mort atroce. »

### Lire la nouvelle (texte dans le domaine public)
- (en) Sur Galaxy Magazine